# Paul Tremmel
Paul Tremmel (ur. 31 października 1909, zm. 5 listopada 1948) – zbrodniarz nazistowski, członek załogi niemieckiego obozu koncentracyjnego Mauthausen-Gusen i SS-Unterscharführer.
Austriak, z zawodu był murarzem. Członek NSDAP (od 1938) i Waffen-SS. Służbę w kompleksie obozowym Mauthausen rozpoczął 5 lutego 1942 jako strażnik w obozie głównym i funkcję tę pełnił sierpnia do 1944. Następnie Tremmel został przeniesiony do podobozu Wiener-Neudorf, gdzie sprawował stanowisko oficera raportowego (Rapportführera) do marca 1945. Znęcał się nad podległymi mu więźniami. Podczas ewakuacji podobozu Wiener-Neudorf pod koniec marca 1945 Tremmel dowodził jedną z kolumn więźniów. Zastrzelił wówczas kilkunastu więźniów niezdolnych do dalszego marszu.
Paul Tremmel został za swoje zbrodnie osądzony 26 września 1947 przez amerykański Trybunał Wojskowy w Dachau. Skazano go na karę śmierci przez powieszenie i stracono w więzieniu Landsberg w początkach listopada 1948.